# 17 Camelopardalis
17 Camelopardalis (17 Cam) è una stella appartenente alla costellazione della Giraffa.

## Osservazione
Si individua nella parte sud-orientale della costellazione, in direzione dei suoi confini con le costellazioni della Lince e dell'Auriga, circa 5° a sud-est di α Camelopardalis. Avendo magnitudine 5,4 è visibile a occhio nudo, ma solo nelle zone a basso inquinamento luminoso. Data la sua declinazione marcatamente boreale (63° N), la sua osservazione è penalizzata dalle regioni dell'emisfero sud, dove è visibile solo a partire dalla fascia tropicale.

## Caratteristiche
Si tratta di una gigante rossa di classe spettrale M1 IIIa, distante 940 anni luce dalla Terra. Possiede una magnitudine assoluta di -1,847 e la sua velocità radiale negativa indica che la stella si sta avvicinando al sistema solare.